# نجم البحر ذو التيجان
نجم البحر ذو التيجان (الاسم العلمي: Luidia ciliaris) هو نوع حيواني بحري من طائفة نجم البحر يتواجد في شرق المحيط الأطلسي والبحر الأبيض المتوسط.

## وصلات خارجية
- نجم البحر مدمر للشعاب المرجانية.